# Donald McIntyre
Pour les articles homonymes, voir McIntyre.
Donald Conroy McIntyre, né le 22 octobre 1934 à Auckland en Nouvelle-Zélande, est un baryton-basse néo-zélandais.

## Carrière à l'opéra
Donald McIntyre fait ses débuts en 1959 dans le Zaccaria de Nabucco à l'Opéra national du pays de Galles. En 1964, il crée le rôle de l'Étranger lors de la première mondiale de Martins's Lie (en) de Gian Carlo Menotti au Festival international de musique de Bath (en).
Il se produit à Covent Garden à partir de 1967 dans le rôle de Pizarro de Fidelio, au Festival de Bayreuth à partir de 1967, à La Scala de Milan, et sur de nombreuses scènes lyriques. Il chante Wotan de L'Or du Rhin au Metropolitan Opera de New York en 1975 et se produit en ce lieu jusqu'en 1996. Il chante aussi Wotan à Bayreuth dans la production Chéreau/Boulez en 1976-1980.

## Discographie
Il fait partie de la distribution de l'enregistrement de Pelléas et Mélisande (rôle de Golaud), sous la direction de Pierre Boulez, 1969 ; Parsifal (en Klingsor), avec Gwyneth Jones, 1970 ; Lohengrin (en Friedrich von Telramund), sous la direction de Rudolf Kempe en 1976 ; Œdipus rex, sous la direction de Georg Solti, 1976 ; Parsifal (en Gurnemanz), dirigé par Reginald Goodall, Le Roi Arthus de Chausson en 2005 sous la direction Leon Botstein. En 1984 ; des oratorios, Le Messie, Israël en Égypte de Haendel. Il incarne en 1997 Méphistophélès dans La Damnation de Faust de Berlioz sous la direction de Seiji Osawa. Une prestation particulièrement notable est celle de Wotan dans le Ring du centenaire produit à Bayreuth sous la direction de Pierre Boulez dans la mise en scène de Patrice Chéreau. Il en existe une captation de 1980 diffusée sur DVD.
Sont également disponibles en DVD ses interprétations dans Le Vaisseau fantôme (dirigé par Wolfgang Sawallisch, 1974), Elektra (en Oreste, avec Birgit Nilsson, dirigé par James Levine, 1980), Les Maîtres chanteurs de Nuremberg (dirigé par Charles Mackerras, 1988), Arabella (avec Kiri Te Kanawa, 1994).

## Distinctions
Donald McIntyre est nommé officier de l'Ordre de l'Empire britannique en 1977 et est promu commandeur de cet Ordre en 1985. Il a été élevé au grade de chevalier en 1992. 
Il reçoit un Grammy Award pour son interprétation de Wotan.